# Windhond

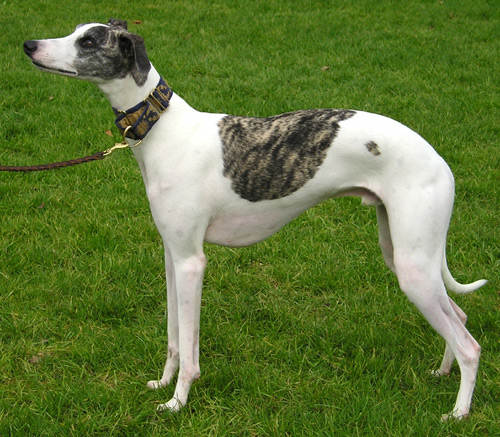
De Whippet: kenmerkende lange poten, diepe borstkas en smalle heupen van een Windhond

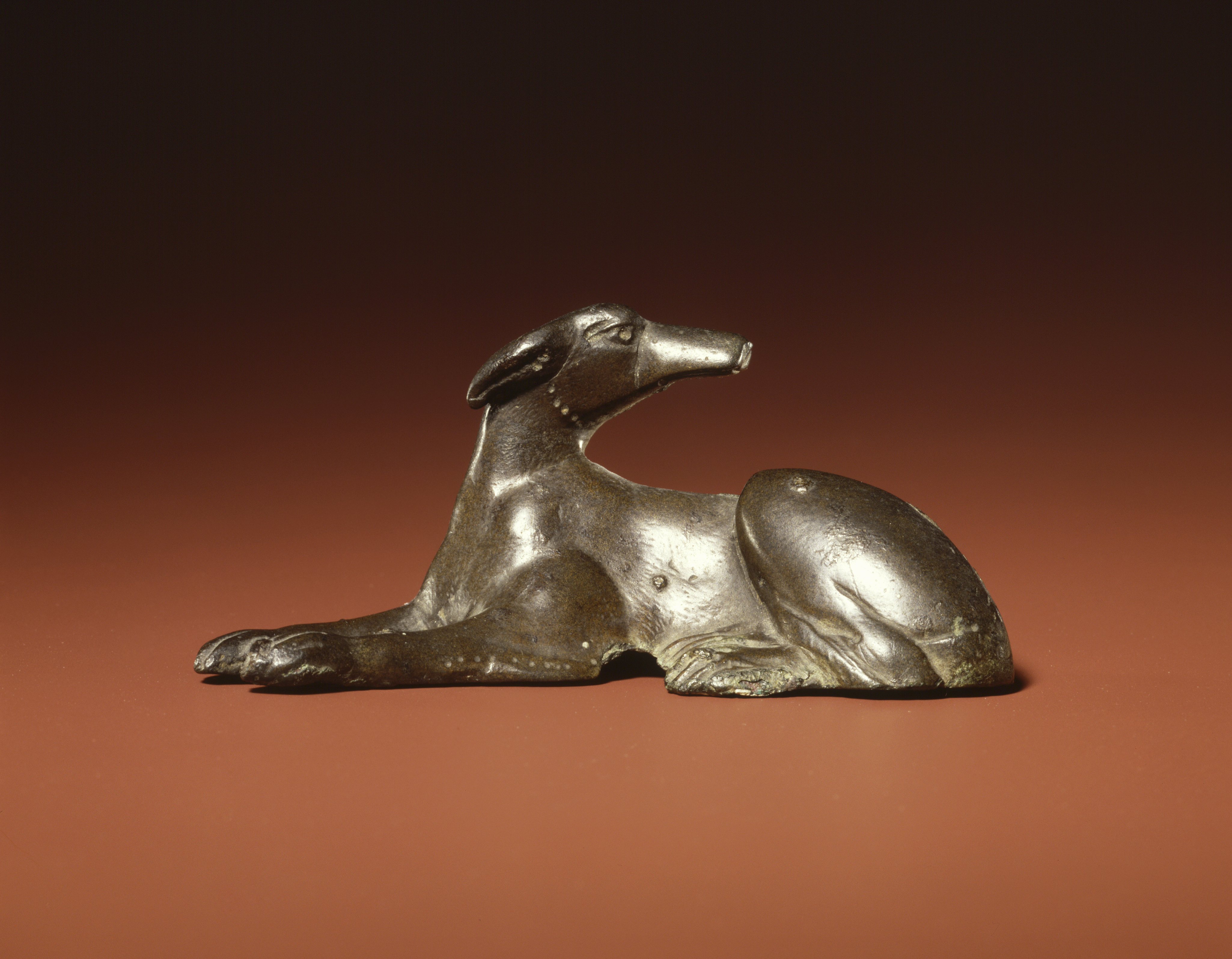
Bronzen beeldje van een liggend hazewindhondje. Romeinse tijd 50 – 270 na Chr. Opgegraven in de kelder van een villa in Forum Hadriani

Een windhond is een hondensoort die vooral bedoeld is voor de jacht of wordt gebruikt bij windhondenrennen.
Uiterlijke kenmerken van een windhond zijn: Diepe borstkas, slank, gebouwd op snelheid en wendbaarheid.

## Rassen
De volgende windhondenrassen worden onderscheiden.
- Afghaanse windhond
- Azawakh
- Barzoi of Russische wolfshond
- Chart polski
- Cirneco dell'Etna
- Deerhound
- Galgo español
- Greyhound
- Hongaarse windhond of Magyar agár
- Ierse wolfshond
- Italiaans windhondje
- Pharaohond
- Podenco ibicenco
- Saluki of Perzische windhond
- Silken windhound (nog niet erkend door de FCI)
- Sloughi
- Whippet

## Coursing
Bij coursing (ook wel Lure Coursing) wordt de jacht op een prooi nagebootst. Windhonden jagen op zicht en de prooi, meestal van plastic, lijkt daarom enigszins op een haas.
De prooi wordt aan een stuk draad van ongeveer 1000 meter lang bevestigd. Al naargelang de grootte van het terrein en lengte van het parcours, worden hier een 10 tot 20-tal klossen uitgezet. Voor de grote hondenrassen is het parcours tussen de 500 en de 1000 meter lang en voor de kleinere rassen tussen de 400 en 700 meter.
Door het inhalen van de draad zigzagt de prooi om de klossen en zo wordt het 'slaan van haken' door een vluchtende haas nagebootst.
Greyhounds ziet men meer op de (ovale) renbaan. Op het coursingveld zijn zij wat blessuregevoeliger, vooral vanwege de wendingen die hier gemaakt moeten worden. Ook afghanen en whippets zijn daar vaak te vinden.